# GLITTER TUNE
『GLITTER TUNE』（グリッター・チューン）は、日本のロックバンド、ザ・コレクターズ(THE COLLECTORS)のメジャー13作目のオリジナル・アルバム。「GLITTeR TUNe」と記される時もある。

## 概要
ザ・コレクターズの13作目のオリジナル・アルバムであり、ボーカルの加藤ひさしが42歳の誕生日を迎える前日に発売された。ちょうどこの日でメジャー・デビュー15周年を迎えた。
アルバム名の「GLITTER」は「ぴかぴかしている」、「TUNE」は「調整する (tune up)」という意味であり、バイクなどを飾り立てる様子を指す言葉である。
CDジャケットには、カスタムされたバイクに乗っている青年が写っており、モッズのスタイルを彷彿させる作品となっている。アート・ディレクションは藤川コウ、ブックレットの中ページ写真は岩切等が担当している。
ザ・コレクターズとしては初めてレコーディング作業でPro Toolsが使われ、収録に約3ヶ月を要したという。また今までの楽曲の制作方法とは異なり、今作はまずドラムマシンを使ってリズムトラックを作り、その音源の上にギター、ベース、ボーカルをダビングし、最後に本物のドラムスをダビングし直すという方法で制作された。

## 収録曲
- 全曲作詞・作曲：加藤ひさし

1. THE ROVER
インストゥルメンタル
2. ANY DREAM WILL DO
3. POWER OF LOVE
4. CRAZY LOVE FOR YOU
5. Mr.GENTLE (for John Entwistle)
6. GLITTER MINT
インストゥルメンタル
7. 虚っぽの世界
8. MISTAKE
9. ポールとアンディ
10. PEACEFUL SUNDAY
11. WINTER ROSE
12. PUNK OF HEARTS (ボーナストラック)
17thシングル